# Гней Доміцій Агенобарб (консул 32 року)
Гней Доміцій Агенобарб (лат. Gnaeus Domitius Ahenobarbus), (11 грудня 17 до н. е. — січень 40) — син Луція Доміція Агенобарба і Антонії Старшої. Консул 32 року. Батько імператора Нерона.

## Походження
Гней Доміцій — друга дитина в сім'ї Луція Доміція Агенобарба, консула 16 до н. е., і Антонії Старшої. Обоє батьків були з плебейських родів. Луцій Доміцій — із стародавнього роду Доміція Агенобарба, чиї нащадки займали в Римі вищі посади протягом кількох століть. Антонія була дочкою Марка Антонія від сестри Октавіана Августа, Октавії Молодшої. Однак, у 16 до н. е., відповідно до закону Сенія, Луцій Доміцій отримав патриціанський статус.
Серед сучасних істориків існує думка (Рональд Сайм, Ентоні Баррет), що Светоній помилився, описуючи негідну поведінку Гнея Доміція в поході Гая Цезаря в 1 до н. е., коли Гней через свою жорстокість був видалений Цезарем з війська. Вважають, що даний випадок стався під час походу Германіка в 17 році, а дата народження Гнея — 1 або 2 рік н. е.
Крім нього, в сім'ї було ще двоє дітей — Доміція Лепіда Старша, пізніше двічі вступала в шлюб, і Доміція Лепіда Молодша, мати Мессаліни. Светоній пише, що Лепіда Молодша і Гней Доміцій мали злочинний статевий зв'язок, однак інших підтверджень цьому немає.

## Життєпис
У 28 році, за указом Тиберія одружився з Юлією Агріппіною. У 32 році став консулом. У 37 році у пари народився син — Луцій Доміцій Агенобарб, який пізніше став імператором під ім'ям Тиберій Клавдій Друз Нерон Германік Цезар.
У тому ж 37 Гней Доміцій, разом з Вібієм Марсом і Луцієм Аррунцієм були звинувачені у справі Альбуцілли — багатої римлянки, відомої своєю розпусною вдачею. Альбуціллу, разом з її коханцями звинуватили у змові і неповазі до імператора, а також в розпусті. Однак смерть Тіберія врятувала всіх трьох. Перед судом постала лише Альбуцілла, але чим скінчився цей процес — невідомо.
Після смерті Тиберія до влади прийшов Калігула. Він удостоїв трьох своїх сестер — Агріппину, Юлію Друзілла і Юлію Лівілла особливих почестей, основні з яких:
- Поява трьох сестер на монетах того часу,
- Дарування сестрам прав і свобод весталок, у тому числі права перегляду ігор і змагань з найкращих місць, зарезервованих для сенаторів
- Публічні клятви приносилися тепер не тільки в ім'я імператора, але і в ім'я його сестер
- сенатські постанови починалися словами «Хай супроводжує удача імператору і його сестрам …»

Причину такого ставлення Калігули до сестер крилася в тих відносинах, які між ними існували. Майже всі стародавні історики практично одноголосно заявляють, що Калігула віддавався розпусті зі своїми сестрами, а також не противився їх безладним зв'язкам з іншими чоловіками. Бенкети на Палатинському пагорбі, учасницями яких обов'язково були сестри, часто закінчувалися розпусними оргіями. Шлюб Агріппіни не був перешкодою до того життя, яку вона вела.
У 39 році двох сестер та їх коханця Лепіда, звинуватили у змові з метою повалення імператора і захоплення влади на користь Лепіда. Також Калігула звинуватив їх всіх у розпусті і перелюбстві.
Гней Доміцій Агенобарб, незважаючи на викриту змову, в якому брала участь його дружина, продовжував перебувати в Римі чи на своїх заміських віллах разом з сином. Однак в 40 році він помер від водянки в Піргі (суч. Санта Севера, Італія) (у фільмі 2004 року «Імператор Нерон» Гней Доміцій Агенобарб був обезголовлений за наказом Калігули). Все його майно відійшло до Калігули. Маленький Нерон був відданий на виховання тітці, Доміції Лепіді Молодшій.